# Presa del Río Jordan

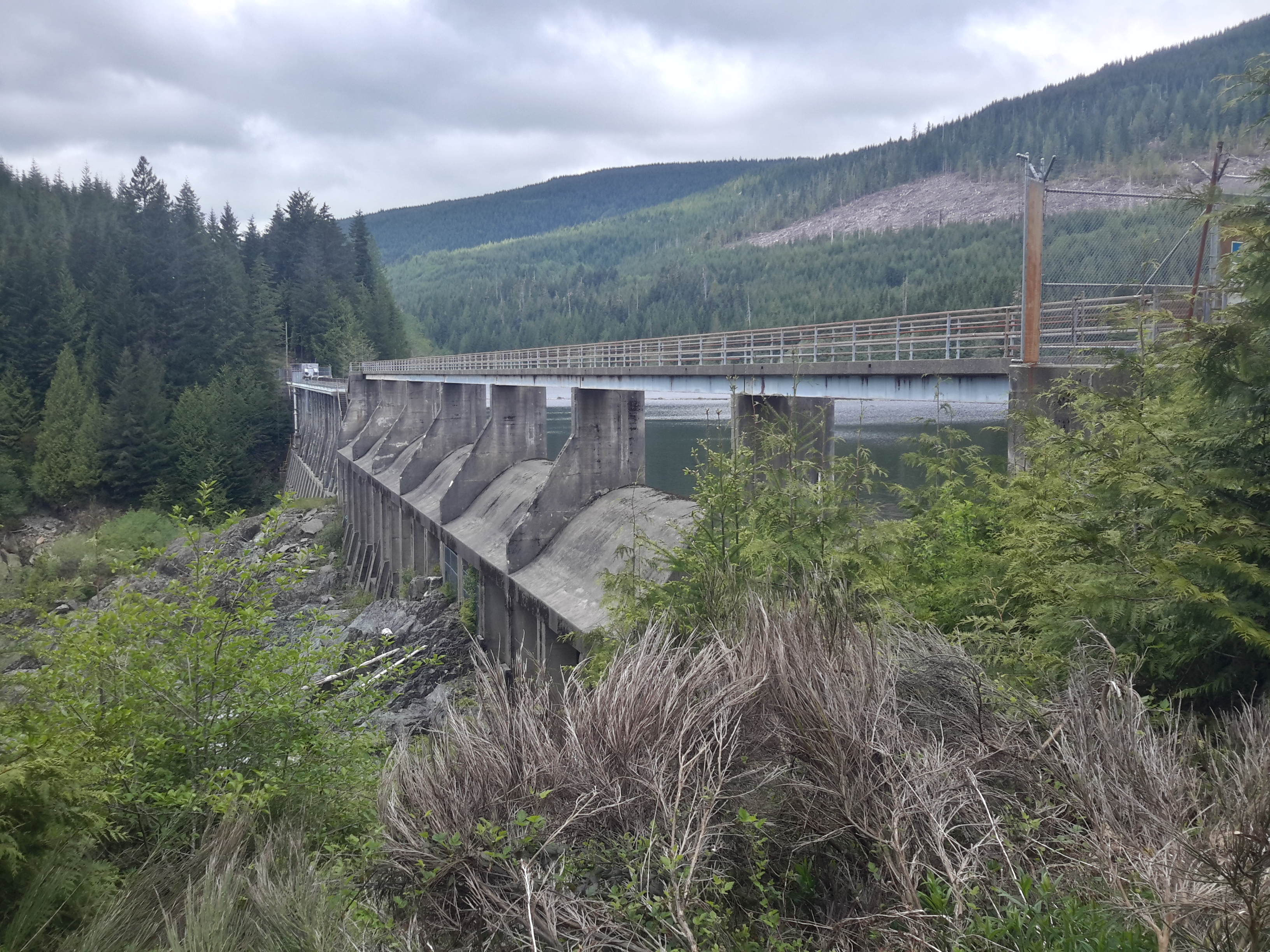
El dique visto desde el final del sur.

La Presa del Río Jordan, oficialmente conocido como la presa de desvío del río Jordan, y conocida localmente simplemente como presa de Desvío, es una presa situada en  Jordan River, Columbia Británica, Canadá. Forma parte del segundo desarrollo hidroeléctrico de la Isla de Vancouver.

## Historia

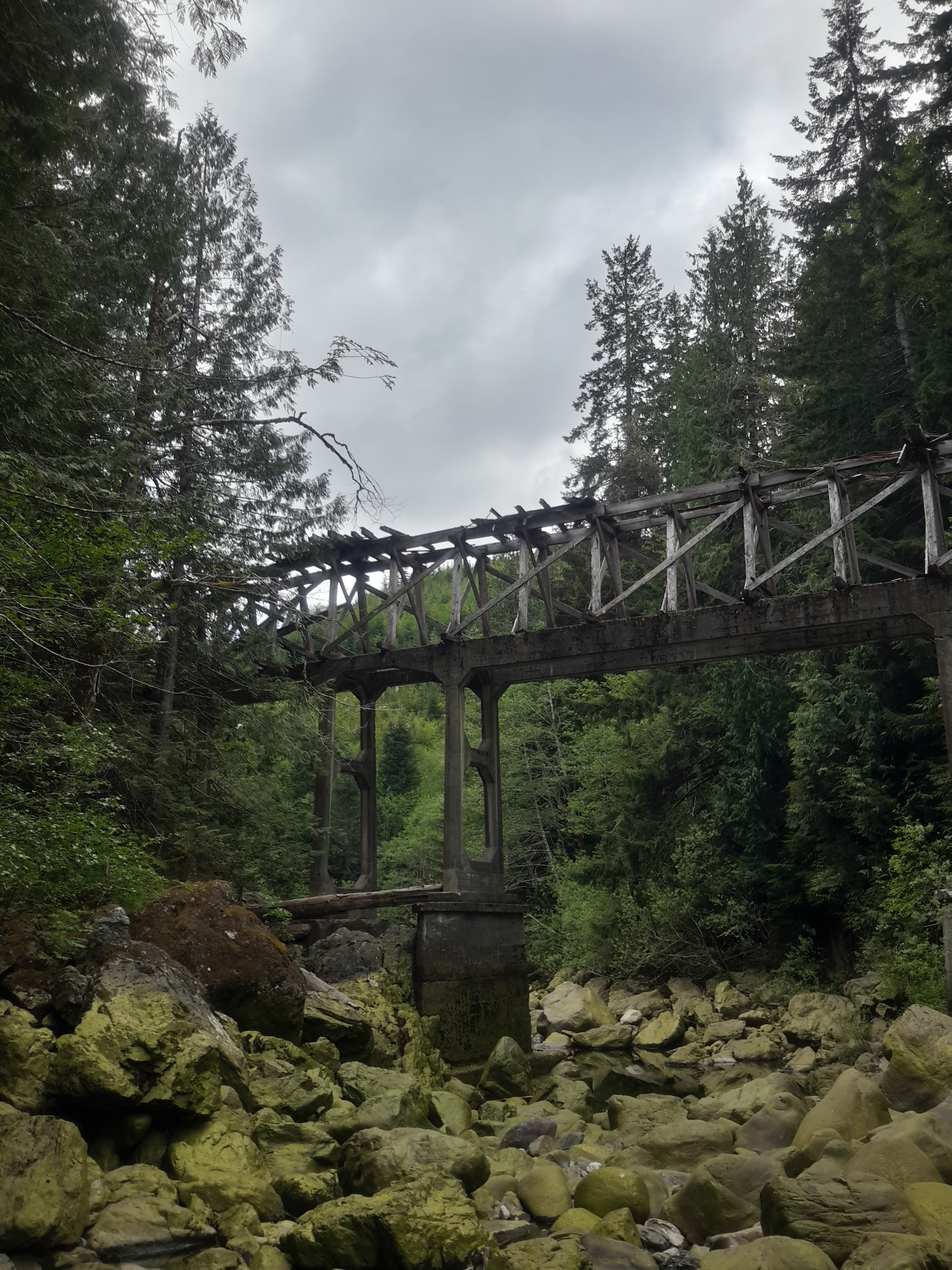
El mayor de los caballetes en desuso que antiguamente compartían el canal y el ferrocarril.

Antes de la construcción de la presa, la central eléctrica de Lubbe era la principal fuente de electricidad de Victoria. Una vez terminada, empequeñeció la central anterior.
La Compañía Eléctrica de la Isla de Vancouver, filial del Ferrocarril Eléctrico de la Columbia Británica, completó la construcción de la presa más pequeña de Bear Creek y de la presa principal de desviación del río Jordan en 1911. Con sus 38,4 metros de altura, la presa de derivación fue, en el momento de su construcción, la más alta de Canadá. El agua fluyó a través de un canal de 31.600 pies de longitud hasta la tubería forzada situada encima de la central eléctrica. La construcción de la presa, debido a su lejanía, requirió la construcción de un ferrocarril de vía estrecha de tres pies, así como un teleférico para el ascenso inicial desde el río Jordan.
Desde 1912 hasta 1931, las continuas mejoras y los generadores adicionales elevaron la capacidad de la central eléctrica a 26 megavatios.
En 1971 se sustituyó el canal por un túnel de 7 km, con una tubería forzada que descendía hasta una nueva central eléctrica, situada al otro lado del río. Ese mismo año también se desmanteló el ferrocarril de servicio que lo acompañaba. Un generador construido en Japón sustituyó al antiguo equipo, aumentando la potencia de 26 a 175 megavatios.

## Operación actual
El agua recogida en la presa de Bear Creek y en la presa de desvío se utiliza para llenar el embalse de compensación de Jack Elliott cuando se solicita y, desde allí, fluye por un túnel de 8,8 km de longitud hacia una tubería forzada de acero para los últimos 101 metros de altura vertical. Proporciona el 35% de la capacidad de generación de la isla de Vancouver.
En 1996, el gobierno provincial puso en marcha un programa de planificación del uso del agua (WUP), exigiendo a los titulares de licencias de agua de BC que demostraran que podían gestionar el posible impacto medioambiental de los embalses. en 2001, el "WUP" del río Jordán estaba en marcha, y la restauración del hábitat de los peces era uno de los temas principales.
A 2014 BC Hydro study indicated Jordan River had a high risk of seismic dam failure. BC Hydro has offered to purchase the nine residences in the evacuation zone.[6]
- HVDC Vancouver Isla
- Powerlines Conectando Vancouver Isla con canadiense Mainland
- Lista de estaciones de generación eléctrica en BC
- Lista de diques y embalses en Canadá
- Central eléctrica Lubbe